# Опасен полет
„Опасен полет“ е български игрален филм (криминален, мистерия) от 1968 година на режисьора Димитър Петров, по сценарий на Костадин Кюлюмов. Оператор е Стоян Злъчкин. Музиката във филма е композирана от Милчо Левиев.
Сценарият на офицера от Държавна сигурност Костадин Кюлюмов е по мотиви от действителния случай от 1963 година с разкрития шпионин Иван-Асен Георгиев.

## Актьорски състав
- Преслав Петров – Професор Димов
- Любомир Киселички – Майор Калинов
- Невена Коканова – Д-р Белчева / Анелизе Тауберг
- Богомил Симеонов – Джордж Андерсън
- Георги Черкелов – Генералът
- Петър Слабаков – Маринов
- Весела Радоева – Ланке
- Светослав Пеев – Иванов
- Георги Джубрилов – лейтенант Енев от МВР
- Найчо Петров – Директорът
- Юрий Яковлев – Лекарят
- Елисавета Сотирова
- Ани Спасова